# Pseudokatianna umbrosalata
Pseudokatianna umbrosalata är en urinsektsart som beskrevs av John Tenison Salmon 1946. Pseudokatianna umbrosalata ingår i släktet Pseudokatianna och familjen Katiannidae. Inga underarter finns listade i Catalogue of Life.